# 31. Goya-gála
A 31. Goya-gála során a 2016-ban bemutatott spanyol filmeket értékelték. A jelölteket az Academy of Cinematographic Arts and Sciences of Spain választotta ki. A madridi Marriott Auditorium Hotelben tartott ceremóniát a Televisión Española közvetítette 2017. február 4-én. A műsor házigazdája Dani Rovira volt. A jelöltek listáját Javier Cámara és Natalia de Molina jelentették be 2016. december 14-én. A gála során Ana Belén kapta meg a tiszteletbeli Goya-díjat.

## Győztesek és jelöltek
A nyertesek félkövérrel jelölve.

### Fő díjak
| Legjobb film | Legjobb rendező |
| --- | --- |
| - Késő harag - El hombre de las mil caras - Julieta - Que Dios nos perdone - Váratlan jóbarát                                                                                  | - J. A. Bayona – Váratlan jóbarát - Pedro Almodóvar – Julieta - Alberto Rodríguez – El hombre de las mil caras - Rodrigo Sorogoyen – Que Dios nos perdone                                       |
| Legjobb férfi főszereplő | Legjobb női főszereplő |
| - Roberto Álamo – Que Dios nos perdone - Luis Callejo – Késő harag - Antonio de la Torre – Késő harag - Eduard Fernández – El hombre de las mil caras                          | - Emma Suárez – Julieta - Penélope Cruz – La reina de España - Bárbara Lennie – María (y los demás) - Carmen Machi – Nyitott ajtó                                                               |
| Legjobb férfi mellékszereplő | Legjobb női mellékszereplő |
| - Manolo Solo – Késő harag - Karra Elejalde – 100 metros - Javier Gutiérrez – Az olajfa - Javier Pereira – Que Dios nos perdone                                                | - Emma Suárez – La propera pell - Terele Pávez – Nyitott ajtó - Candela Peña – Szex receptre - Sigourney Weaver – Váratlan jóbarát                                                              |
| Legjobb új színész | Legjobb új színésznő |
| - Carlos Santos – El hombre de las mil caras - Rodrigo de la Serna – Meglopni egy tolvajt - Ricardo Gómez – 1898. Los últimos de Filipinas - Raúl Jiménez – Késő harag         | - Anna Castillo – Az olajfa - Belén Cuesta – Szex receptre - Ruth Díaz – Késő harag - Sílvia Pérez Cruz – Cerca de tu casa                                                                      |
| Legjobb eredeti forgatókönyv | Legjobb adaptált forgatókönyv |
| - Késő harag – Raúl Arévalo, David Pulido - Meglopni egy tolvajt – Jorge Guerricaechevarría - Az olajfa – Paul Laverty - Que Dios nos perdone – Isabel Peña, Rodrigo Sorogoyen | - El hombre de las mil caras – Alberto Rodríguez, Rafael Cobos - Julieta – Pedro Almodóvar - Szex receptre – Paco León, Fernando Pérez - Váratlan jóbarát – Patrick Ness                        |
| Legjobb iberoamerikai film | Legjobb európai film |
| - El ciudadano ilustre – Argentína - Anna – Kolumbia - Desde Allá – Venezuela - Las elegidas – Mexikó                                                                          | - Áldozat? – Franciaország/Németország/Belgium - Géniusz – Egyesült Királyság/Amerikai Egyesült Államok - Saul fia – Magyarország - Én, Daniel Blake – Egyesült Királyság/Franciaország/Belgium |
| Legjobb új rendező | Legjobb animációs film |
| - Raúl Arévalo – Késő harag - Salvador Calvo – 1898. Los últimos de Filipinas - Marc Crehuet – Félszemű király - Nely Reguera – María (y los demás)                            | - Pszichonauták - Az elveszett gyerekek - Teresa i Tim - Állati nagy szökés |

### Egyéb díjak
| Legjobb operatőr | Legjobb vágás |
| --- | --- |
| - Váratlan jóbarát – Óscar Faura - 1898. Los últimos de Filipinas – Alex Catalán - La reina de España – José Luis Alcaine - Késő harag – Arnau Valls Colomer | - Váratlan jóbarát – Bernat Vilaplana, Jaume Martí - El hombre de las mil caras – José M. G. Moyano - Que Dios nos perdone – Alberto del Campo, Fernando Franco - Késő harag – Ángel Hernández Zoido                                                                               |
| Legjobb látványtervezés | Legjobb gyártásvezető |
| - Váratlan jóbarát – Eugenio Caballero - 1898. Los últimos de Filipinas – Carlos Bodelón - El hombre de las mil caras – Pepe Domínguez del Olmo - La reina de España – Juan Pedro de Gaspar | - Váratlan jóbarát – Sandra Hermida Muñiz - 1898. Los últimos de Filipinas – Carlos Bernases - El hombre de las mil caras – Manuela Ocón - La reina de España – Pilar Robla |
| Legjobb hang | Legjobb vizuális effektusok |
| - Váratlan jóbarát – Peter Glossop, Oriol Tarragó, Marc Orts - 1898. Los últimos de Filipinas – Eduardo Esquide, Juan Ferro, Nicolas de Poulpiquet - El hombre de las mil caras – Daniel de Zayas, César Molina, José Antonio Manovel - Állati nagy szökés – Nacho Royo-Villanova, Sergio Testón | - Váratlan jóbarát – Pau Costa, Félix Bergés - 1898. Los últimos de Filipinas – Pau Costa, Carlos Lozano - Gernika – Raúl Romanillos, David Heras - Julieta – Reyes Abades, Eduardo Díaz                                                                                           |
| Legjobb jelmeztervezés | Legjobb smink |
| - 1898. Los últimos de Filipinas – Paola Torres - La reina de España – Lala Huete - No culpes al karma de lo que te pasa por gilipollas – Cristina Rodríguez - Késő harag – Alberto Valcárcel, Cristina Rodríguez                                                                                | - Váratlan jóbarát – Marese Langan, David Martí - 1898. Los últimos de Filipinas – Milu Cabrer, Alicia López, Pedro Rodríguez "Pedrati" - El hombre de las mil caras – Yolanda Piña - Julieta – Ana López-Puigcerver, Sergio Pérez Berbel, David Martí                             |
| Legjobb eredeti filmzene | Legjobb eredeti dal |
| - Váratlan jóbarát – Fernando Velázquez - El hombre de las mil caras – Julio de la Rosa - Az olajfa – Pascal Gaigne - Julieta – Alberto Iglesias | - "Ai, ai, ai" (Sílvia Pérez Cruz) – Cerca de tu casa - "Descubriendo India" (Luis Ivars) – Bollywood Made in Spain - "Muerte" (Zeltia Montes) – Frágil equilibrio - "Kiki" (Alejandro Acosta, Cristina Manjón, David Borràs Paronella, Marc Peña Rius, Paco León) – Szex receptre |
| Legjobb rövidfilm | Legjobb animációs rövidfilm |
| - Timecode - Bla, bla, bla - En la azotea - Graffiti - La invitación | - Decorado - Darrel - Made in Spain - Uka |
| Legjobb dokumentumfilm | Legjobb rövid dokumentumfilm |
| - Frágil equilibro - Omega - A művészet templomai: Bosch - A gyönyörök kertje - Nacido en Siria | - Cabezas habladoras - Esperanza - Palabras de caramelo - The Resurrection Club |

## Fordítás
- Ez a szócikk részben vagy egészben  a(z)   31st Goya Awards című angol Wikipédia-szócikk fordításán alapul.  Az eredeti cikk szerkesztőit annak laptörténete sorolja fel. Ez a jelzés csupán a megfogalmazás eredetét és a szerzői jogokat jelzi, nem szolgál a cikkben szereplő információk forrásmegjelöléseként.